# Maják Pafos
Maják Pafos je aktivní maják nacházející se na výběžku Pafosu v distriktu Pafos v Kyperské republice na jihu ostrova Kypr ve Středozemním moři.

## Historie
Maják byl uveden do provozu v roce 1888, kdy byl pod britskou správou. Nachází se vedle starověkého římského amfiteátru z 2. století, který je vytesán ve skále (Paphos Archaeological Park). Ostrov Kypr byl v té době vojenskou základnou chránící námořní cestu k Suezskému průplavu.
Je to nejznámější a nejnavštěvovanější maják na Kypru. Nachází se na jihozápadním cípu Kypru a slouží jako navigační maják pro přístav Pafos.

## Popis
Maják je 20 m vysoká kruhová zděná věž s ochozem a lucernou. V areálu majáku se nachází také jednopatrový dům strážce majáku a hospodářské budovy. Věž je celá natřená na bílo. Světelný zdroj je ve výšce 36 m.
Charakteristika světla: Fl W 15s (v cyklu 15 sekund vysílá po intervalu 13,5 s bílý záblesk 1,5 s dlouhý v sektoru 277°–141° a v sektoru 141°–177° není světlo). Dosvit bílého světla je 17 nm (asi 31,5 km).

### Identifikace
- ARLHS CYP-005[5]
- Admiralty N5908
- NGA 20836[6]

## Galerie

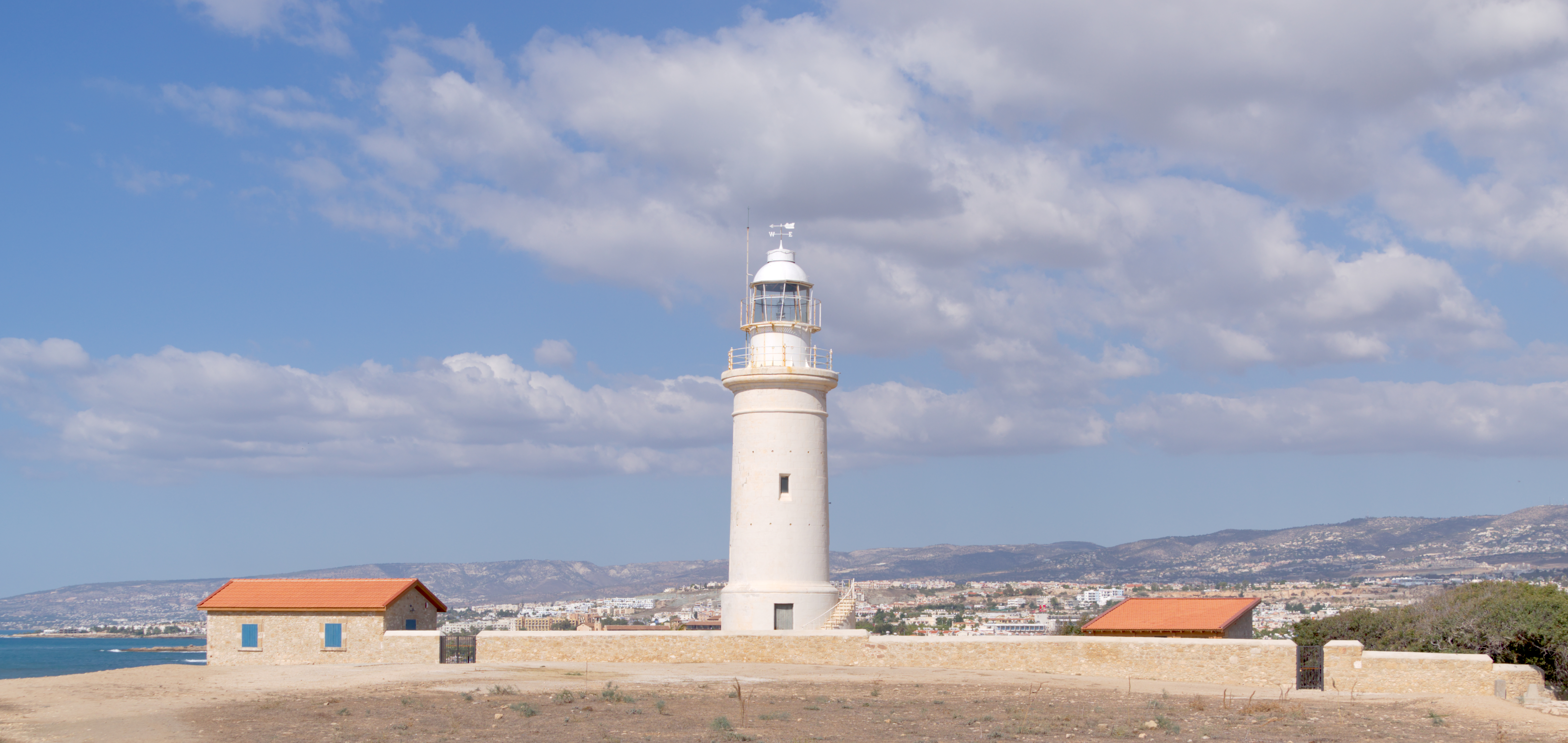
Areál majáku Pafos
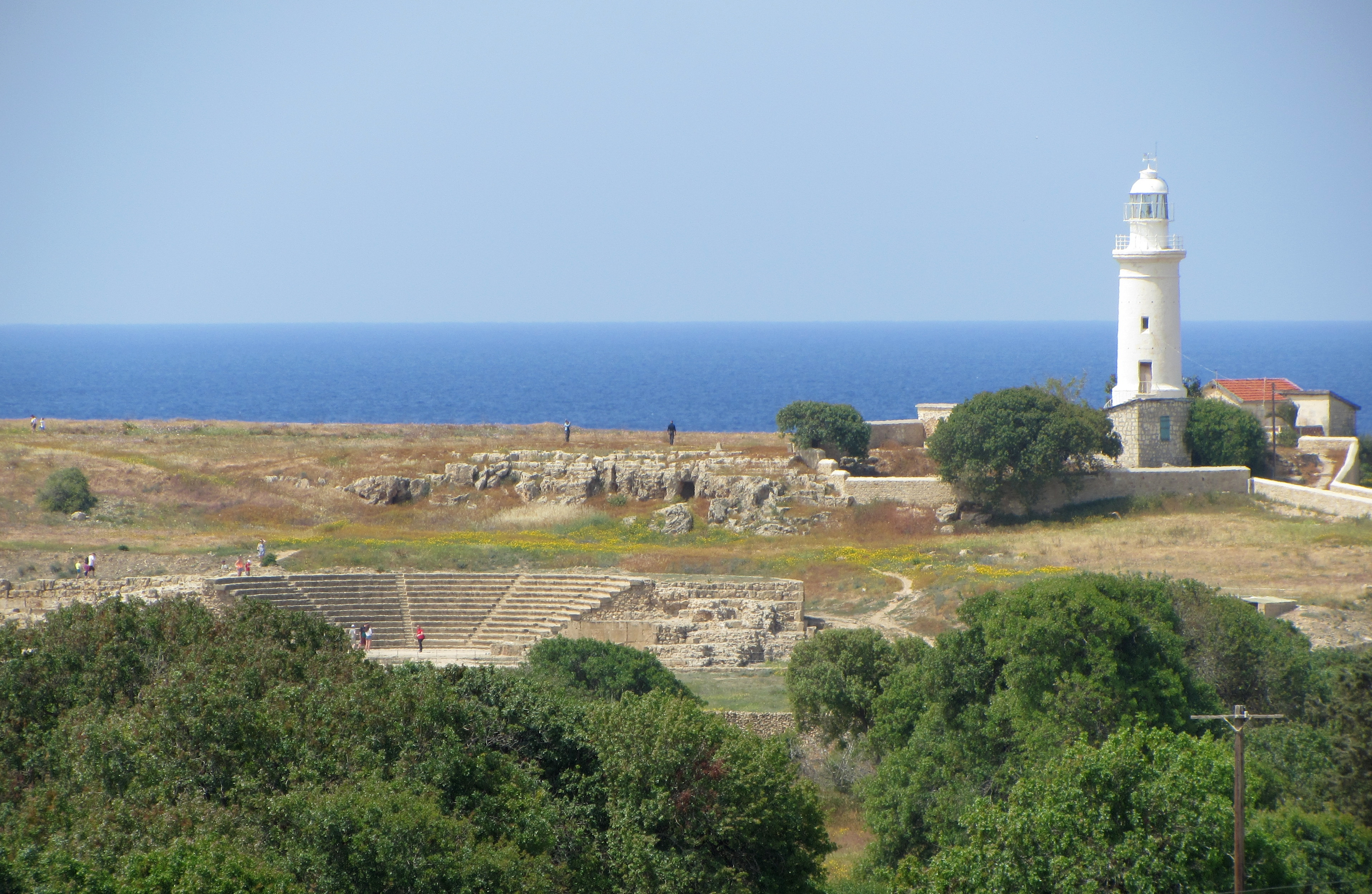
Římský amfiteátr a maják Pafos
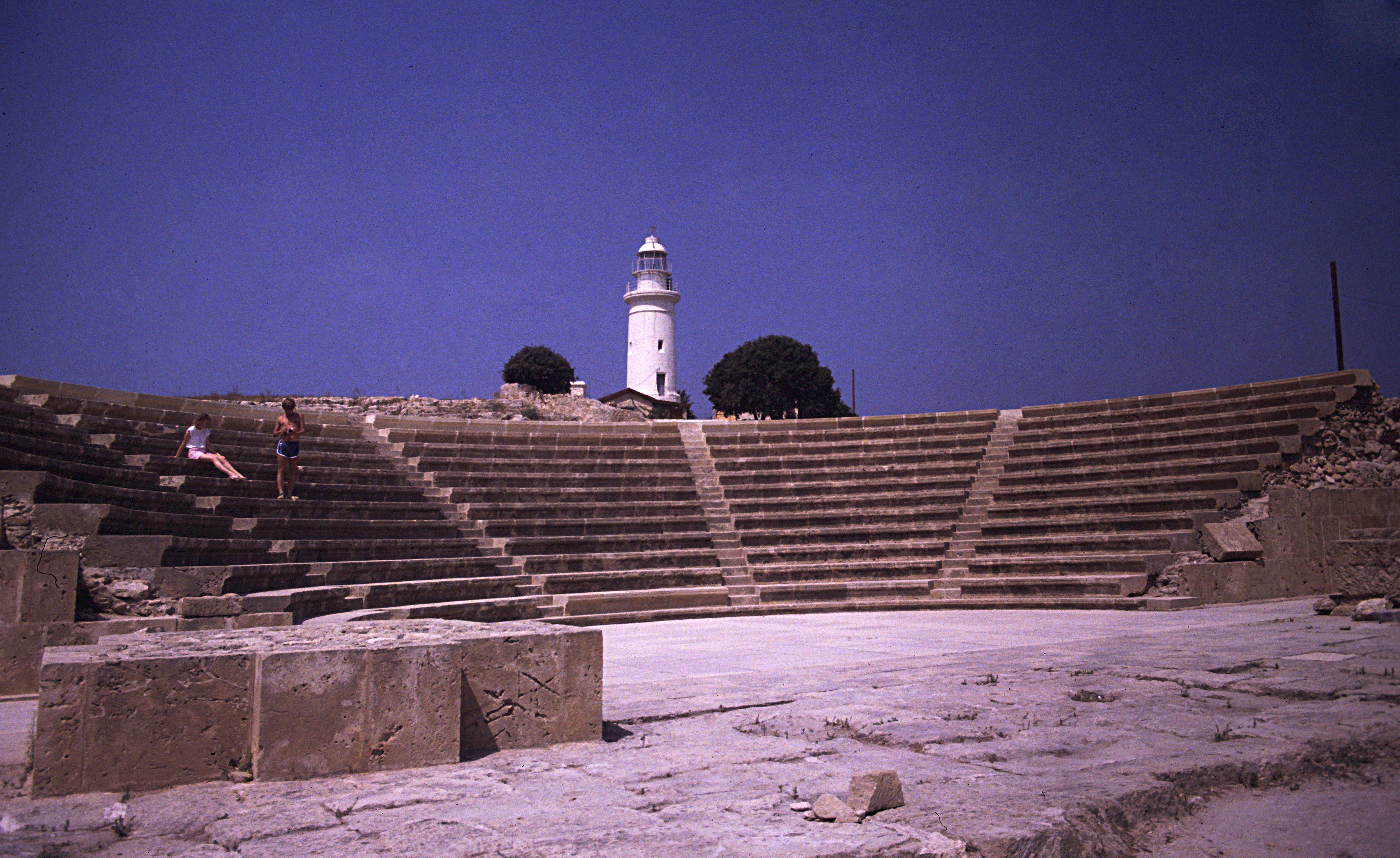
Římský amfiteátr a maják Pafos
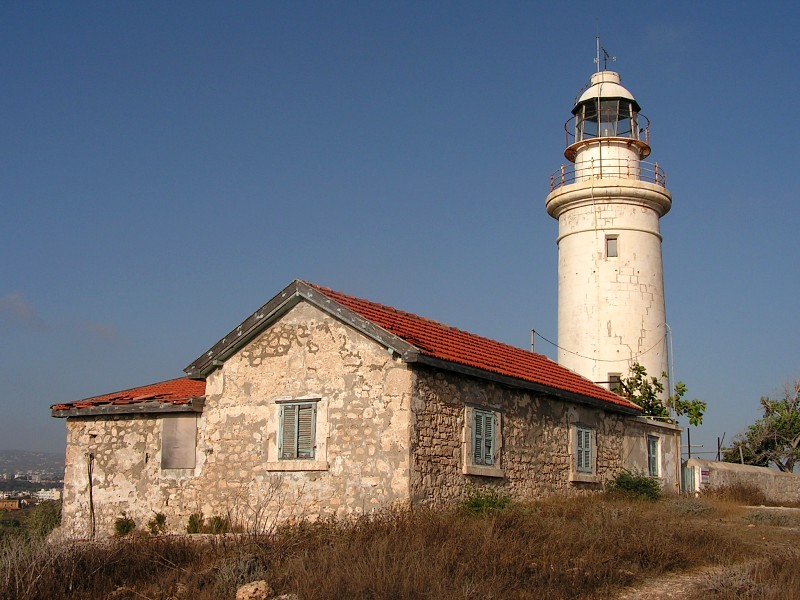
Budovy majáku